# هيدروكورتيزون
الهيدروكورتيزون (بالإنجليزية: Hydrocortison)‏ يباع تحت أسماء تجارية عديدة. هو الاسم المستخدم لهرمون الكورتيزول عندما يعطى كعلاج. تشمل استعمالاته حالات عدة مثل: قصور الكظر، وفرط تنسج الكظرية الخلقي، وارتفاع الكالسيوم في الدم، والتهاب الغدة الدرقية، والتهاب المفاصل الروماتويدي والتهاب الجلد والربو ومرض الانسداد الرئوي المزمن. ويعد العلاج الأمثل لحالة قصور الكظر. يمكن أن يعطى عن طريق الفم، بشكل موضعي، أو عن طريق الحقن. يستحسن عند وقف العلاج بعد مدة طويلة من الاستخدام أن يتم ببطء.

## الآثار الجانبية
قد تشمل الآثار الجانبية تقلبات في المزاج، وخطراً متزايداً بالإصابة بالالتهاب والتورم، ومع استخدام العلاج لمدة طويلة فإن الآثار الجانبية عادة تشمل هشاشة العظام، واضطراب المعدة، والضعف الجسدي، وكثرة التكدم بالإضافة إلى التهابات المهبل الفطرية، ليس واضحاً إذا كان استخدامه آمناً خلال  فترة الحمل، يعمل كمضاد للالتهاب ومن خلال كبت المناعة.
اكتُشِفَ الهيدروكورتيزون في عام 1955. وهو ضمن قائمة منظمة الصحة العالمية للأدوية الأساسية، الأدوية الأكثر فعالية وأمان اللازمة في النظام الصحي. وهو متوفر كعلاج بديل. سعر الجملة في الدول النامية حوالي 0.27 دولار أمريكي في اليوم الواحد اعتباراً من عام 2014 للنوع الذي يؤخذ عن طريق الفم، وتكلفته في الولايات المتحدة تقل عن 25 دولار أمريكي للاستعمال النموذجي لمدة شهر.

## آلية العمل
تكمن آلية عمل الهيدروكوتيزون في التقليل من إفراز تلك المواد والحد من انتقال الكريات البيضاء متعددة النوى إلى المكان المصاب، بالإضافة للتقليل من النفوذية الشعرية.

## دواعي الاستخدام
- لتخفيف أعراض الحساسية.
- المصابون بداء أديسون.
- داء كرون.[4]
- التهاب المفاصل بأنواعه.
- الوذمة الدماغية.
- داء الانسداد الرئوي المزمن.
- ابيضاض الدم.
- زرع الأعضاء.
- الساركويد.
- طفح جلدي.
- إصابات في النخاع الشوكي.
- التهاب القولون التقرحي.
- ربو شديد حاد.

## علم الصيدلة
الهيدروكورتيزون هو المصطلح الصيدلاني للكورتيزول الذي يعطى عن طريق الفم، أوالحقن في الوريد، أو التطبيق الموضعي. يتم استخدامه كدواء مثبط للمناعة، يعطى عن طريق الحقن في علاج الحساسية الشديدة مثل الحساسية المفرطة والوذمة الوعائية، بدلا من البريدنيزولون في المرضى الذين يحتاجون إلى العلاج في الستيرويد ولكن غير قادرين على تناول الدواء عن طريق الفم، أو المرضى الذين في الفترة المحيطية على علاج الستيرويد على المدى الطويل لمنعهم من الإصابة بمرض أديسون. ويمكن أيضا أن يتم حقن المرضى في المفاصل الملتهبة الناتجة عن أمراض مثل النقرس.
بالمقارنة مع الهيدروكورتيزون، يعد البريدنيزولون أقوى بحوالي أربعة أضعاف والديكساميتازون بحوالي أربعين مرة أقوى في تأثيره كمضادة للالتهابات. يمكن أن يستخدم البريدنيزولون أيضا كبديل للكورتيزول، وعند استخدام مستويات عالية من جرعة الاستبدال (بدلا من مستويات مضادة للالتهابات)، فإن بريدنيزولون هو أكثر قوة بثمانية أضعاف من الكورتيزول. بالنسبة للآثار الجانبية، انظر الكورتيكوستيرويد والبريدنيزولون.
ويمكن استخدامه موضعيا للطفح الجلدي والحساسية والأكزيما والصدفية والحكة وغيرها من الأمراض الجلدية الالتهابية.
تتوافر عدد من الكريمات والمراهم من الهيدروكورتيزون الموضعية في معظم البلدان دون وصفة طبية في مستويات فعاليتها تتراوح بين 0.05% إلى 2.5% (اعتمادا على اللوائح المحلية) مع أنواع اقوى تأثير متاحة ولكن بوصفات طبية فقط.